# Wake Me When It's Over
Pour le film de Mervyn LeRoy, voir L'Île des Sans-soucis.
Albums de Faster Pussycat
Faster Pussycat
(1987) Whipped!
(1992)
Wake Me When It's Over est le 2e album du groupe américain Faster Pussycat sorti en 1989.

## Liste des titres
1. Where There's a Whip There's a Way
2. Little Dove
3. Poison Ivy
4. House of Pain
5. Gonna Walk
6. Pulling Weeds
7. Slip of the Tongue
8. Cryin' Shame
9. Tattoo
10. Ain't No Way Around It
11. Arizona Indian Doll
12. Please Dear